# ヴァージンキラー
「ヴァージンキラー」は、SILVAの6枚目のシングル。2000年4月26日発売。

## 収録曲
1. ヴァージンキラー
  - 作詞：SILVA 作曲：横山輝一 編曲：CHOKKAKU

TBS系「ワンダフル」4月度ミニドラマ主題歌、作曲を手掛けた横山輝一も2003年発売の『ARTIST'S PROOF』（R and C）にてセルフカバーをしている。
2. 赤いバラ
  - 作詞：SILVA 作曲：村山晋一郎、SILVA 編曲：鈴木俊介
3. ヴァージンキラー（Instrumental）
4. 赤いバラ（Instrumental）

| スタブアイコン | サブスタブ | この項目は、まだ閲覧者の調べものの参照としては役立たない、シングルに関連した書きかけの項目です。この項目を加筆・訂正などしてくださる協力者を求めています（P:音楽/PJ:楽曲）。 |